# Бредфорд
Бредфорд (енгл. Bradford) је град у Уједињеном Краљевству, у Енглеској, у грофовији Западни Јоркшир. Према процени из 2007. у граду је живело 301.499 становника.
Налази се у подножју јужних Пенина у области мочвара. Кроз град не протиче ниједан значајнији водоток. У граду је 2007. живело 497.400 људи, а 1,5 милион у ширем подручју. Удаљен је 14 km од Лидса, са којим се често посматра као јединствено градско подручје са 2,4 милиона становника.
Бредфорд је постао значајан град у 19. веку, нарочито због прераде вуне.

## Становништво
Према процени, у граду је 2008. живело 301.499 становника.
| 1981.   | 1991.   | 2001.   |
| ------- | ------- | ------- |
| 293.336 | 289.376 | 293.717 |

## Партнерски градови
- Скопље
- Рубе
- Вервје
- Менхенгладбах
- Голвеј
- Хам
- Мирпур

## Спорт
- ФК Бредфорд Сити, професионални фудбалски клуб основан 1903. године.